# Sân bay Stockholm-Bromma
Sân bay Stockholm-Bromma (IATA: BMA, ICAO: ESSB) là một sân bay ở Stockholm, Thụy Điển. Đây là sân bay gần Stockholm nhất (khoảng 9 km về phía tây của nội ô thành phố). Đây là sân bay lớn thứ tư ở Thụy Điển, là sân bay lớn thứ 3 gần thủ đô Thụy Điển Stockholm.
Sân bay này được vua Thụy Điển Gustav V khai trương năm 1936, là sân bay đầu tiên ở châu Âu có đường băng rải nhựa ngay từ đầu. Trong đệ nhị thế chiến, máy bay Anh và Thụy Điển sử dụng sân bay này.

## Các hãng hàng không và tuyến bay
- Blekingeflyg
  - cung ứng bởi Golden Air (Ronneby)
- British Airways
  - cung ứng bởi Sun Air of Scandinavia (Århus)
- Brussels Airlines (Brussels)
- Flyjämtland (Östersund) [bắt đầu từ 16/8]
- Flysmåland
  - cung ứng bởi Avitrans (Växjö)
- Golden Air (Trollhättan)
- Gotlandsflyg
  - cung ứng bởi Golden Air và Avitrans Nordic (Visby)
- Kalmarflyg cung ứng bởi Avitrans (Kalmar)
- Kullaflyg
  - cung ứng bởi Golden Air (Ängelholm)
- Malmö Aviation (Gothenburg-Landvetter, Malmö, Umeå)
- Nextjet (Östersund)
- Skyways Express
  - vận hành bởi Direktflyg (Halmstad, Visby)
- Sundsvallsflyg
  - cung ứng bởi Golden Air (Sundsvall)
- Vildanden (Skien ở Na Uy)